# Tehachapi

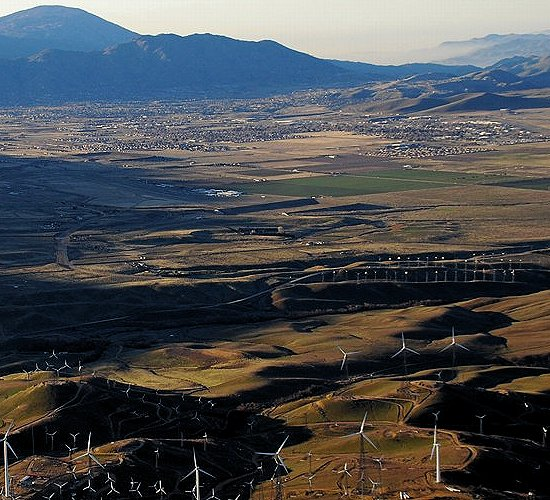
Parque eólico

Tehachapi, fundada en 1909, es una ciudad ubicada en el condado de Kern en el estado estadounidense de California. En el año 2007 tenía una población de 12,077 habitantes y una densidad poblacional de 641.7 personas por km².

## Geografía
Tehachapi se encuentra ubicada en las coordenadas 35°7′N 118°26′O / 35.117, -118.433. Según la Oficina del Censo, la ciudad tiene un área total de 24,8 km² (9,6 mi²), de la cual 24,8 km² (9,6 mi²) es tierra y 0 km² (0 mi²) (0%) es agua.

## Demografía
Según la Oficina del Censo en 2000 los ingresos medios por hogar en la localidad eran de $29,208, y los ingresos medios por familia eran $40,030. Los hombres tenían unos ingresos medios de $50,446 frente a los $26,023 para las mujeres. La renta per cápita para la localidad era de $18,220. Alrededor del 17.4% de la población estaban por debajo del umbral de pobreza.

## Gobierno
Desde 1932 hasta 1952, Tehachapi tenía el Instituto para Mujeres de California. La prisión se trasladó al Condado de San Bernardino en 1952.

## Temblores
El centro de Tehachapi está a 15 millas de distancia de la falla del Lobo Blanco, 6 millas de la falla de Garlock, y 30 millas de la falla de San Andrés. El terremoto de Fuerte Tejón del 1857 en la falla de San Andrés tuvo una magnitud estimada de 7.9 pero no hay registro alguno de los efectos o daños dejados por este terremoto. La falla de Garlock se rompió por última vez hace aproximadamente 500 años.

### Terremoto del Condado de Kern en 1952
El temblor de magnitud de 7.9 en el condado de Kern en la falla del Lobo Blanco es algo muy significante de Tehachapi. En ese momento, el terremoto del 1952 fue el más grande en el sur de California en el siglo XX y el más grande desde el temblor de Pino Solitario de 1872. 12 personas murieron en el terremoto y se hicieron daños severos a edificios y líneas ferroviarias en el área.

## Comunidad y cultura
Tehachapi tiene una gran comunidad ciclista próspera y en crecimiento tanto para el ciclismo de montaña como para el ciclismo de ruta. Tehachapi Gran Fondo es un evento de ciclismo masivo en septiembre que ha sido nombrado “Best Century” por la revista Cycle CA durante dos años consecutivos. El evento ofrece varias opciones de distancias, la más larga es de 100 millas y 7,000 mil pies de escala a través de parques eólicos, granjas de vegetales, huertos y montañas. 
La asociación de senderos de montañas Tehachapi (TMTA) es un grupo local de jinetes y constructores de senderos. Estos son los senderos que a menudo se utilizan para el ciclismo de montaña de una sola pista. Los miembros de TMTA son caminantes excursionistas, jinetes y entusiastas de actividades al aire libre interesados en desarrollar y mantener senderos multiuso no motorizados a lo largo de la gran área de Tehachapi. El grupo se reúne mensualmente y se comunican a través de su página de Facebook regularmente.
La orquesta de la comunidad Tehachapi, fue fundada en 1997 por Joan Samara y Deborah Hand como una consecuencia de la cuerda Da Camera Players que fue incorporado en 1998 por Gayel Pitchford. Realiza cinco conciertos públicos cada año, con selecciones familiares del canon clásico. Esta orquesta y sus fundadores fueron perfiladas entre septiembre y octubre de 2005 por la revista Symphony Magazine.

## Periódico y radio
La ciudad genera publicaciones de noticias locales, incluyendo Tehachapi News (desde 1899) y The Loop. Dos estaciones de radio FM son transmitidas en Tehachapi. Estas estaciones de radio se organizaron en ciudades vecinas y no cuentan con programación local de Tehachapi.